# Saltos ornamentais no Campeonato Mundial de Esportes Aquáticos de 2015 - Trampolim 3 m sincronizado masculino
A prova de trampolim 3 m sincronizado masculino dos saltos ornamentais no Campeonato Mundial de Esportes Aquáticos de 2015 foi realizada no dia 28 de julho em Cazã na Rússia.

## Calendário
| Fase       | Data        |
| ---------- | ----------- |
| Preliminar | 28 de julho |
| Final      | 28 de julho |

## Medalhistas
| Ouro                       | Prata                                     | Bronze                                   |
| China · Cao Yuan · Qin Kai | Rússia · Evgeny Kuznetsov · Ilya Zakharov | Reino Unido · Jack Laugher · Chris Mears |

## Resultados
Esses foram os resultados da competição.
| Pos.              | Nacionalidade  | Saltadores                           | Preliminar | Preliminar | Final  | Final |
| Pos.              | Nacionalidade  | Saltadores                           | Pontos     | Pos.       | Pontos | Pos   |
| ----------------- | -------------- | ------------------------------------ | ---------- | ---------- | ------ | ----- |
| Medalha de ouro   | China          | Cao Yuan Qin Kai                     | 434.43     | 2          | 471.45 | 1     |
| Medalha de prata  | Rússia         | Evgeny Kuznetsov Ilya Zakharov       | 448.68     | 1          | 459.18 | 2     |
| Medalha de bronze | Reino Unido    | Jack Laugher Chris Mears             | 417.33     | 4          | 445.20 | 3     |
| 4                 | Ucrânia        | Oleksandr Horshkovozov Illya Kvasha  | 397.98     | 8          | 436.53 | 4     |
| 5                 | Canadá         | Philippe Gagné François Imbeau-Dulac | 373.59     | 12         | 408.66 | 5     |
| 6                 | Alemanha       | Stephan Feck Patrick Hausding        | 410.85     | 6          | 406.80 | 6     |
| 7                 | Estados Unidos | Sam Dorman Kristian Ipsen            | 404.13     | 7          | 405.99 | 7     |
| 8                 | México         | Jahir Ocampo Rommel Pacheco          | 422.25     | 3          | 405.21 | 8     |
| 9                 | Itália         | Andrea Chiarabini Giovanni Tocci     | 412.17     | 5          | 402.00 | 9     |
| 10                | Malásia        | Ahmad Azman Ooi Tze Liang            | 374.97     | 11         | 401.37 | 10    |
| 11                | Japão          | Sho Sakai Ken Terauchi               | 394.50     | 9          | 389.94 | 11    |
| 12                | Austrália      | James Connor Grant Nel               | 384.87     | 10         | 387.69 | 12    |
| 13                | Polónia        | Kacper Lesiak Andrzej Rzeszutek      | 370.08     | 13         |        |       |
| 13                | Brasil         | Ian Matos Luiz Outerelo              | 370.08     | 13         |        |       |
| 15                | Coreia do Sul  | Kim Yeong-nam Woo Ha-ram             | 368.88     | 15         |        |       |
| 16                | Colômbia       | Sebastián Morales Sebastián Villa    | 362.19     | 16         |        |       |
| 17                | Espanha        | Nicolás García Héctor García         | 360.03     | 17         |        |       |
| 18                | Noruega        | Filip Devor Daniel Jensen            | 338.31     | 18         |        |       |
| 19                | Chile          | Diego Carquin Donato Neglia          | 332.94     | 19         |        |       |
| 20                | Egito          | Emadeldin Abdellatif Youssef Ezzat   | 320.13     | 20         |        |       |